# Давид Пшепюрка
Дави́д Пшепю́рка (пол. Dawid Przepiórka; 22 грудня 1880, Варшава — квітень 1940, Пальміри поблизу Варшави) — польський шахіст і майстер шахової композиції, за походженням юдей. Олімпійський чемпіон 1930, перший чемпіон Польщі з шахів, віце-чемпіон світової першості серед аматорів 1928, видатний польський шаховий діяч, педагог.

## Біографія
Син багатого варшавського забудовника Ізраеля Пшепюрки та Двойри (Дебори) Кон, доньки люблінського рабина. Був відомий як шаховий вундеркінд, зокрема в 1892 (в 12 років) виграв показову партію проти майстра Жана Таубенгауза. В 1895 опублікував перші двоходові задачі. Після закінчення гімназії в 1903—1905 навчався на математичному факультеті Варшавського університету. Продовжив навчання в Німеччині: в 1905—1914 був студентом у Геттінген та Мюнхені. У роки Першої світової війни перебував у нейтральній Швейцарії. Після війни повернувся на батьківщину, що на той час здобула незалежність.
В 1904 році, виступаючи на турнірі в Кобурзі здобув титул майстра. Брав участь у багатьох міжнародних турнірах перших декад XX століття. Піком шахової кар'єри Давида Пшепюрки можна вважати другу половину 1920-х.
В 1926 виграв престижний турнір у Мюнхені, обігравши таких майстрів як Фрідріх Земіш та Рудольф Шпільман, обійшовши в загальному заліку Юхима Боголюбова. В тому ж році завоював титул чемпіона Польщі, що розігрувався вперше в історії. Його суперниками на турнірі, серед інших, були Акіба Рубінштейн і Генрик Фрідман. Фінішував другим на офіційному чемпіонаті світу серед аматорів (Гаага, 1928), при цьому Давид виграв партію у чемпіона — Макса Ейве, однак програв йому в загальному заліку (10.0 проти 11.0). Ресурс історичної шахової статистики chessmetrics ставить майстра на 15-ту сходинку світової шахової ієрархії (станом на липень 1929 з рейтингом 2610)
Давид Пшепюрка залучався до складу збірної Польщі: став Олімпійським чемпіоном 1930, в Гамбурзі та срібним призером 1931 в Празі. Його внеском у командний успіх стали 9 (в 13 партіях) та 10 пунктів (у 17 партіях).
В першій половині 1930-х поступово завершує участь у турнірах, присвятивши себе наставництву, шаховій композиції та організації шахового життя в Польщі. Як шаховий композитор Пшепюрка опублікував 160 задач. Серед його учнів і послідовників у цій царині називають Маріяна Врубеля, Леона Туган-Барановського, Олександра Гольдштейна.
Давид Пшепюрка долучився до роботи Організаційного комітету з утворення Польської шахової федерації. Став другим в історії федерації її почесним членом (1928). Багаторічний віце-президент Федерації, меценат її діяльності, багатьох подій проведених для популяризації шахів.
Був головою Оргкомітету з підготовки 6-ї шахової олімпіади, що пройшла у Варшаві 1935. За успішну організацію події здобув престижну державну нагороду — Золотий Хрест Заслуги. А 1936 став першим поляком — почесним членом Міжнародної шахової федерації.
З початком Другої світової війни становище Давида Пшепюрки похитнулося: він втратив дім, його прихистив Маріян Врубель. У січні 1940 р. був заарештований гестапо серед 40 колег на неформальній зустрічі шахістів у шаховій кав'ярні в Варшаві. За тиждень неюдеї з числа в'язнів були відпущені, а Давид, його зять Якуб Рабіновіц та принаймні п'ять інших шахістів невдовзі були знищені в селищі Пальміри неподалік столиці. Точна дата загибелі невідома. Похований на кладовищі в Пальмірах.

### Приклад творчості
|   | a | b | c | d | e | f | g | h |   |
| 8 | h8 чорний король · f7 чорний пішак · h7 чорний пішак · h5 білий кінь · a4 білий пішак · c4 білий пішак · a2 білий король · c2 біла тура · g1 чорний ферзь | h8 чорний король · f7 чорний пішак · h7 чорний пішак · h5 білий кінь · a4 білий пішак · c4 білий пішак · a2 білий король · c2 біла тура · g1 чорний ферзь | h8 чорний король · f7 чорний пішак · h7 чорний пішак · h5 білий кінь · a4 білий пішак · c4 білий пішак · a2 білий король · c2 біла тура · g1 чорний ферзь | h8 чорний король · f7 чорний пішак · h7 чорний пішак · h5 білий кінь · a4 білий пішак · c4 білий пішак · a2 білий король · c2 біла тура · g1 чорний ферзь | h8 чорний король · f7 чорний пішак · h7 чорний пішак · h5 білий кінь · a4 білий пішак · c4 білий пішак · a2 білий король · c2 біла тура · g1 чорний ферзь | h8 чорний король · f7 чорний пішак · h7 чорний пішак · h5 білий кінь · a4 білий пішак · c4 білий пішак · a2 білий король · c2 біла тура · g1 чорний ферзь | h8 чорний король · f7 чорний пішак · h7 чорний пішак · h5 білий кінь · a4 білий пішак · c4 білий пішак · a2 білий король · c2 біла тура · g1 чорний ферзь | h8 чорний король · f7 чорний пішак · h7 чорний пішак · h5 білий кінь · a4 білий пішак · c4 білий пішак · a2 білий король · c2 біла тура · g1 чорний ферзь | 8 |
| 7 | h8 чорний король · f7 чорний пішак · h7 чорний пішак · h5 білий кінь · a4 білий пішак · c4 білий пішак · a2 білий король · c2 біла тура · g1 чорний ферзь | h8 чорний король · f7 чорний пішак · h7 чорний пішак · h5 білий кінь · a4 білий пішак · c4 білий пішак · a2 білий король · c2 біла тура · g1 чорний ферзь | h8 чорний король · f7 чорний пішак · h7 чорний пішак · h5 білий кінь · a4 білий пішак · c4 білий пішак · a2 білий король · c2 біла тура · g1 чорний ферзь | h8 чорний король · f7 чорний пішак · h7 чорний пішак · h5 білий кінь · a4 білий пішак · c4 білий пішак · a2 білий король · c2 біла тура · g1 чорний ферзь | h8 чорний король · f7 чорний пішак · h7 чорний пішак · h5 білий кінь · a4 білий пішак · c4 білий пішак · a2 білий король · c2 біла тура · g1 чорний ферзь | h8 чорний король · f7 чорний пішак · h7 чорний пішак · h5 білий кінь · a4 білий пішак · c4 білий пішак · a2 білий король · c2 біла тура · g1 чорний ферзь | h8 чорний король · f7 чорний пішак · h7 чорний пішак · h5 білий кінь · a4 білий пішак · c4 білий пішак · a2 білий король · c2 біла тура · g1 чорний ферзь | h8 чорний король · f7 чорний пішак · h7 чорний пішак · h5 білий кінь · a4 білий пішак · c4 білий пішак · a2 білий король · c2 біла тура · g1 чорний ферзь | 7 |
| 6 | h8 чорний король · f7 чорний пішак · h7 чорний пішак · h5 білий кінь · a4 білий пішак · c4 білий пішак · a2 білий король · c2 біла тура · g1 чорний ферзь | h8 чорний король · f7 чорний пішак · h7 чорний пішак · h5 білий кінь · a4 білий пішак · c4 білий пішак · a2 білий король · c2 біла тура · g1 чорний ферзь | h8 чорний король · f7 чорний пішак · h7 чорний пішак · h5 білий кінь · a4 білий пішак · c4 білий пішак · a2 білий король · c2 біла тура · g1 чорний ферзь | h8 чорний король · f7 чорний пішак · h7 чорний пішак · h5 білий кінь · a4 білий пішак · c4 білий пішак · a2 білий король · c2 біла тура · g1 чорний ферзь | h8 чорний король · f7 чорний пішак · h7 чорний пішак · h5 білий кінь · a4 білий пішак · c4 білий пішак · a2 білий король · c2 біла тура · g1 чорний ферзь | h8 чорний король · f7 чорний пішак · h7 чорний пішак · h5 білий кінь · a4 білий пішак · c4 білий пішак · a2 білий король · c2 біла тура · g1 чорний ферзь | h8 чорний король · f7 чорний пішак · h7 чорний пішак · h5 білий кінь · a4 білий пішак · c4 білий пішак · a2 білий король · c2 біла тура · g1 чорний ферзь | h8 чорний король · f7 чорний пішак · h7 чорний пішак · h5 білий кінь · a4 білий пішак · c4 білий пішак · a2 білий король · c2 біла тура · g1 чорний ферзь | 6 |
| 5 | h8 чорний король · f7 чорний пішак · h7 чорний пішак · h5 білий кінь · a4 білий пішак · c4 білий пішак · a2 білий король · c2 біла тура · g1 чорний ферзь | h8 чорний король · f7 чорний пішак · h7 чорний пішак · h5 білий кінь · a4 білий пішак · c4 білий пішак · a2 білий король · c2 біла тура · g1 чорний ферзь | h8 чорний король · f7 чорний пішак · h7 чорний пішак · h5 білий кінь · a4 білий пішак · c4 білий пішак · a2 білий король · c2 біла тура · g1 чорний ферзь | h8 чорний король · f7 чорний пішак · h7 чорний пішак · h5 білий кінь · a4 білий пішак · c4 білий пішак · a2 білий король · c2 біла тура · g1 чорний ферзь | h8 чорний король · f7 чорний пішак · h7 чорний пішак · h5 білий кінь · a4 білий пішак · c4 білий пішак · a2 білий король · c2 біла тура · g1 чорний ферзь | h8 чорний король · f7 чорний пішак · h7 чорний пішак · h5 білий кінь · a4 білий пішак · c4 білий пішак · a2 білий король · c2 біла тура · g1 чорний ферзь | h8 чорний король · f7 чорний пішак · h7 чорний пішак · h5 білий кінь · a4 білий пішак · c4 білий пішак · a2 білий король · c2 біла тура · g1 чорний ферзь | h8 чорний король · f7 чорний пішак · h7 чорний пішак · h5 білий кінь · a4 білий пішак · c4 білий пішак · a2 білий король · c2 біла тура · g1 чорний ферзь | 5 |
| 4 | h8 чорний король · f7 чорний пішак · h7 чорний пішак · h5 білий кінь · a4 білий пішак · c4 білий пішак · a2 білий король · c2 біла тура · g1 чорний ферзь | h8 чорний король · f7 чорний пішак · h7 чорний пішак · h5 білий кінь · a4 білий пішак · c4 білий пішак · a2 білий король · c2 біла тура · g1 чорний ферзь | h8 чорний король · f7 чорний пішак · h7 чорний пішак · h5 білий кінь · a4 білий пішак · c4 білий пішак · a2 білий король · c2 біла тура · g1 чорний ферзь | h8 чорний король · f7 чорний пішак · h7 чорний пішак · h5 білий кінь · a4 білий пішак · c4 білий пішак · a2 білий король · c2 біла тура · g1 чорний ферзь | h8 чорний король · f7 чорний пішак · h7 чорний пішак · h5 білий кінь · a4 білий пішак · c4 білий пішак · a2 білий король · c2 біла тура · g1 чорний ферзь | h8 чорний король · f7 чорний пішак · h7 чорний пішак · h5 білий кінь · a4 білий пішак · c4 білий пішак · a2 білий король · c2 біла тура · g1 чорний ферзь | h8 чорний король · f7 чорний пішак · h7 чорний пішак · h5 білий кінь · a4 білий пішак · c4 білий пішак · a2 білий король · c2 біла тура · g1 чорний ферзь | h8 чорний король · f7 чорний пішак · h7 чорний пішак · h5 білий кінь · a4 білий пішак · c4 білий пішак · a2 білий король · c2 біла тура · g1 чорний ферзь | 4 |
| 3 | h8 чорний король · f7 чорний пішак · h7 чорний пішак · h5 білий кінь · a4 білий пішак · c4 білий пішак · a2 білий король · c2 біла тура · g1 чорний ферзь | h8 чорний король · f7 чорний пішак · h7 чорний пішак · h5 білий кінь · a4 білий пішак · c4 білий пішак · a2 білий король · c2 біла тура · g1 чорний ферзь | h8 чорний король · f7 чорний пішак · h7 чорний пішак · h5 білий кінь · a4 білий пішак · c4 білий пішак · a2 білий король · c2 біла тура · g1 чорний ферзь | h8 чорний король · f7 чорний пішак · h7 чорний пішак · h5 білий кінь · a4 білий пішак · c4 білий пішак · a2 білий король · c2 біла тура · g1 чорний ферзь | h8 чорний король · f7 чорний пішак · h7 чорний пішак · h5 білий кінь · a4 білий пішак · c4 білий пішак · a2 білий король · c2 біла тура · g1 чорний ферзь | h8 чорний король · f7 чорний пішак · h7 чорний пішак · h5 білий кінь · a4 білий пішак · c4 білий пішак · a2 білий король · c2 біла тура · g1 чорний ферзь | h8 чорний король · f7 чорний пішак · h7 чорний пішак · h5 білий кінь · a4 білий пішак · c4 білий пішак · a2 білий король · c2 біла тура · g1 чорний ферзь | h8 чорний король · f7 чорний пішак · h7 чорний пішак · h5 білий кінь · a4 білий пішак · c4 білий пішак · a2 білий король · c2 біла тура · g1 чорний ферзь | 3 |
| 2 | h8 чорний король · f7 чорний пішак · h7 чорний пішак · h5 білий кінь · a4 білий пішак · c4 білий пішак · a2 білий король · c2 біла тура · g1 чорний ферзь | h8 чорний король · f7 чорний пішак · h7 чорний пішак · h5 білий кінь · a4 білий пішак · c4 білий пішак · a2 білий король · c2 біла тура · g1 чорний ферзь | h8 чорний король · f7 чорний пішак · h7 чорний пішак · h5 білий кінь · a4 білий пішак · c4 білий пішак · a2 білий король · c2 біла тура · g1 чорний ферзь | h8 чорний король · f7 чорний пішак · h7 чорний пішак · h5 білий кінь · a4 білий пішак · c4 білий пішак · a2 білий король · c2 біла тура · g1 чорний ферзь | h8 чорний король · f7 чорний пішак · h7 чорний пішак · h5 білий кінь · a4 білий пішак · c4 білий пішак · a2 білий король · c2 біла тура · g1 чорний ферзь | h8 чорний король · f7 чорний пішак · h7 чорний пішак · h5 білий кінь · a4 білий пішак · c4 білий пішак · a2 білий король · c2 біла тура · g1 чорний ферзь | h8 чорний король · f7 чорний пішак · h7 чорний пішак · h5 білий кінь · a4 білий пішак · c4 білий пішак · a2 білий король · c2 біла тура · g1 чорний ферзь | h8 чорний король · f7 чорний пішак · h7 чорний пішак · h5 білий кінь · a4 білий пішак · c4 білий пішак · a2 білий король · c2 біла тура · g1 чорний ферзь | 2 |
| 1 | h8 чорний король · f7 чорний пішак · h7 чорний пішак · h5 білий кінь · a4 білий пішак · c4 білий пішак · a2 білий король · c2 біла тура · g1 чорний ферзь | h8 чорний король · f7 чорний пішак · h7 чорний пішак · h5 білий кінь · a4 білий пішак · c4 білий пішак · a2 білий король · c2 біла тура · g1 чорний ферзь | h8 чорний король · f7 чорний пішак · h7 чорний пішак · h5 білий кінь · a4 білий пішак · c4 білий пішак · a2 білий король · c2 біла тура · g1 чорний ферзь | h8 чорний король · f7 чорний пішак · h7 чорний пішак · h5 білий кінь · a4 білий пішак · c4 білий пішак · a2 білий король · c2 біла тура · g1 чорний ферзь | h8 чорний король · f7 чорний пішак · h7 чорний пішак · h5 білий кінь · a4 білий пішак · c4 білий пішак · a2 білий король · c2 біла тура · g1 чорний ферзь | h8 чорний король · f7 чорний пішак · h7 чорний пішак · h5 білий кінь · a4 білий пішак · c4 білий пішак · a2 білий король · c2 біла тура · g1 чорний ферзь | h8 чорний король · f7 чорний пішак · h7 чорний пішак · h5 білий кінь · a4 білий пішак · c4 білий пішак · a2 білий король · c2 біла тура · g1 чорний ферзь | h8 чорний король · f7 чорний пішак · h7 чорний пішак · h5 білий кінь · a4 білий пішак · c4 білий пішак · a2 білий король · c2 біла тура · g1 чорний ферзь | 1 |
|   | a | b | c | d | e | f | g | h |   |

Розв'язок:
1. Тe2 Фg8 (1… h6 2. Тe8+ Крh7 3. Кf6+ и 4. Тg8+)

2. Кg7!! (2. Кf6? Фg1 3. Тe8+ Крg7 4. Тg8+ Крh6 5. Т: g1 пат)

Тепер білі виграють, наприклад: 2… h5 3. Тe8

## Турніри на честь Давида Пшепюрки
Польська федерація шахів провела меморіальні шахові турніри на честь Майстра:
- 1950 (Щавно-Здруй) — переможець Пауль Керес
- 1957 (Щавно-Здруй) — переможець Юхим Геллер
- 1983 (Варшава) — переможець Йосип Дорфман